# Uri Rosenthal
Uriël (Uri) Rosenthal (ur. 19 lipca 1945 w Montreux) – holenderski polityk, politolog i nauczyciel akademicki, senator w Eerste Kamer w latach 1999–2010, od 2010 do 2012 minister spraw zagranicznych.

## Życiorys
Uri Rosenthal urodził się na terenie Szwajcarii. W latach 1957–1963 kształcił się w szkole średniej w Hadze. Następnie, od 1963 do 1970, studiował nauki polityczne na Uniwersytecie Amsterdamskim. W 1978 doktoryzował się z zakresu nauk politycznych i społecznych na Uniwersytecie Erazma w Rotterdamie.
Po studiach rozpoczął działalność akademicką jako wykładowca na Uniwersytecie Amsterdamskim. W latach 1973–1979 wykładał na Uniwersytecie Erazma w Rotterdamie, na którym w 1980 objął stanowisko profesora nauk politycznych. Od 1987 do 2010 był profesorem administracji publicznej na Uniwersytecie w Lejdzie.
Od 1996 do 2010 pełnił funkcję prezesa instytutu COT, zajmującego się bezpieczeństwem i zarządzaniem kryzysowym. W latach 1997–2002 był wiceprzewodniczącym Holenderskiej Organizacji Badań Naukowych (NWO). Powoływany w skład zarządów różnych instytutów naukowych i stowarzyszeń społecznych. Był redaktorem i felietonistą w różnych czasopismach naukowych i gospodarczych.
W 1984 wstąpił do Partii Ludowej na rzecz Wolności i Demokracji (VVD). 8 czerwca 1999 został członkiem wyższej izby Stanów Generalnych. W lipcu 2005 stanął na czele klubu senackiego VVD. Z racji sprawowanej funkcji wchodził w skład kilku organizacji międzynarodowych, w tym Unii Międzyparlamentarnej, Zgromadzenia Parlamentarnego OBWE oraz Euro-Śródziemnomorskiego Zgromadzenia Parlamentarnego. Stanowisko lidera VVD w Eerste Kamer zajmował do lipca 2010, mandat senatora wykonywał do października tegoż roku.
Od 12 do 25 czerwca 2010 oraz od 5 do 21 lipca 2010 był mediatorem (informateur) w czasie procesu tworzenia nowego rządu po wyborach parlamentarnych. 14 października 2010 objął urząd ministra spraw zagranicznych w rządzie premiera Marka Rutte. Sprawował go do końca funkcjonowania tego gabinetu, tj. do 5 listopada 2012.
Uri Rosenthal jest żonaty, ma dwoje dzieci.